# Toyota Industries Shining Vega
Los Toyota Industries Shining Vega (豊田自動織機シャイニングベガ Toyota Jidō Shokki Shainingu Bega?) son un equipo de sóftbol femenino de Japón con sede en Kariya, Aichi. Compiten en la West Division de la Japan Diamond Softball League (JD.League).

## Historia
Los Shining Vega fueron fundados en 1952 como equipo de sóftbol de Toyota Industries.
La Japan Diamond Softball League (JD.League) se fundó en 2022, y los Shining Vega se unieron a la nueva liga formando parte de la West Division.

## Roster actual
- Actualizado el abril de 2022.[4]

| Posición        | N.º       | Nombre             | Edad      | Altura              | Bateo     | Lanz.     | Notas                                 |
| Jugadoras       | Jugadoras | Jugadoras          | Jugadoras | Jugadoras           | Jugadoras | Jugadoras | Jugadoras                             |
| --------------- | --------- | ------------------ | --------- | ------------------- | --------- | --------- | ------------------------------------- |
| Lanzadoras      | 12        | Nao Akimoto        | 30 años   | 172 cm (5 ft 8 in)  | Izquierda | Derecha   |                                       |
| Lanzadoras      | 17        | Nana Hara          | 29 años   | 171 cm (5 ft 7 in)  | Derecha   | Derecha   |                                       |
| Lanzadoras      | 19        | Yuki Eto           | 30 años   | 174 cm (5 ft 9 in)  | Derecha   | Derecha   |                                       |
| Lanzadoras      | 44        | Dallas Escobedo    | 32 años   | 183 cm (6 ft 0 in)  | Derecha   | Derecha   | Compitió en los Juegos Olímpicos 2020 |
| Receptoras      | 8         | Momoka Ikegami     | 21 años   | 165 cm (5 ft 5 in)  | Izquierda | Derecha   |                                       |
| Receptoras      | 13        | Sakura Fukushige   | 24 años   | 163 cm (5 ft 4 in)  | Izquierda | Derecha   |                                       |
| Receptoras      | 33        | Nana Kabayama      | 28 años   | 159 cm (5 ft 3 in)  | Derecha   | Derecha   |                                       |
| Receptoras      | 77        | Chelsea Goodacre   | 31 años   | 165 cm (5 ft 5 in)  | Izquierda | Derecha   |                                       |
| Cuadro interior | 1         | Shiho Suto         | 26 años   | 165 cm (5 ft 5 in)  | Izquierda | Derecha   |                                       |
| Cuadro interior | 4         | Remi Miyamoto      | 25 años   | 159 cm (5 ft 3 in)  | Izquierda | Derecha   |                                       |
| Cuadro interior | 5         | Akane Tai          | 30 años   | 178 cm (5 ft 10 in) | Derecha   | Derecha   |                                       |
| Cuadro interior | 6         | Mahiro Takenaka    | 28 años   | 159 cm (5 ft 3 in)  | Izquierda | Derecha   |                                       |
| Cuadro interior | 7         | Haruna Moriyama    | 27 años   | 163 cm (5 ft 4 in)  | Izquierda | Derecha   |                                       |
| Cuadro interior | 14        | Ai Ohira           | 29 años   | 157 cm (5 ft 2 in)  | Izquierda | Derecha   |                                       |
| Cuadro interior | 26        | Honoka Konno       | 25 años   | 157 cm (5 ft 2 in)  | Izquierda | Derecha   |                                       |
| Jardineras      | 2         | Sui Watanabe       | 25 años   | 161 cm (5 ft 3 in)  | Derecha   | Derecha   |                                       |
| Jardineras      | 9         | Ayane Nakagawa     | 26 años   | 169 cm (5 ft 7 in)  | Izquierda | Derecha   |                                       |
| Jardineras      | 10        | Sayu Kanae         | 30 años   | 168 cm (5 ft 6 in)  | Izquierda | Izquierda |                                       |
| Jardineras      | 11        | Yuka Sato          | 27 años   | 167 cm (5 ft 6 in)  | Derecha   | Derecha   |                                       |
| Jardineras      | 24        | Mahiru Kawano      | 21 años   | 162 cm (5 ft 4 in)  | Izquierda | Izquierda |                                       |
| Cuerpo técnico  |           |                    |           |                     |           |           |                                       |
| Mánager         | 30        | Shinichi Nagayoshi | 53 años   | -                   | -         | -         |                                       |
| Entrenadores    | 31        | Yasutoshi Yamasaki | 48 años   | -                   | -         | -         |                                       |
| Entrenadores    | 32        | Debbie Schneider   | 58 años   | -                   | -         | -         |                                       |